# Horst Nolte
Horst Nolte († 30. Oktober 1996) war ein deutscher Handballspieler.
1958 stand Nolte im Endspiel um die deutsche Feldhandballmeisterschaft und unterlag mit dem VfL Wolfsburg den Sportfreunden Hamborn 07. Nolte war mit drei Toren bester Schütze seiner Mannschaft. 1963 wurde er mit dem VfL zunächst Staffelmeister in Norddeutschland und anschließend durch einen Sieg im Endspiel gegen den BSV Solingen 98 deutscher Feldhandballmeister. Ende August 1964 und damit kurz vor der Endrunde um die deutsche Meisterschaft, bei der der VfL das Halbfinale erreichte, zog sich Nolte, der Mannschaftskapitän der Wolfsburger war, einen Bruch des Oberkiefers zu.
Nolte, der als Stürmer eingesetzt wurde, war deutscher Nationalspieler. Er starb mit 64 Jahren an Herzversagen.